# Hyperdrive
Hyperdrive è un reality show a tema automobilistico trasmesso a partire dal 2019 dalla piattaforma di streaming Netflix e condotto da Mike Hill, Michael Bisping, Rutledge Wood e Lindsay Czarniak. Prodotta da Charlize Theron e girata in un'area industriale di proprietà della Kodak a Rochester, la serie segue un torneo al quale partecipano piloti provenienti da tutto il mondo che si sfidano all'interno di un percorso che varia ad ogni puntata alternando varie tecniche di drifting. La prima stagione del programma è stata pubblicata il 21 agosto 2019

## Il programma
28 piloti provenienti da tutto il mondo competono lungo un percorso nel quale devono superare ostacoli di vario genere ed eseguono varie manovre di drifting. Le prime quattro puntate hanno riguardato le qualificazioni, durante le quali a ogni puntata si sfidavano 12 piloti; i primi tre classificati si qualificavano per la fase successiva, gli ultimi tre venivano eliminati definitivamente dal programma, mentre gli altri avrebbero continuato a correre anche nella puntata successiva. Al termine delle qualificazioni è iniziata la fase knockout. Durante questa fase, durata per cinque puntate, l'ultimo classificato al termine di ogni puntata veniva eliminato direttamente, mentre il penultimo e il terzultimo classificato si sfidavano in un testa a testa al termine del quale il perdente veniva eliminato. Durante l'ottava puntata, inoltre, gli eliminati fino a quel momento durante la fase knockout hanno partecipato ad un torneo di ripescaggio, al termine del quale il vincitore è tornato in gara. Nell'ultima puntata si è infine disputata la finale, durante la quale gli ultimi sei piloti rimasti si sono sfidati per l'ultima volta e il primo classificato è stato nominato vincitore del programma. La prima stagione di Hyperdrive è stata presentata dal telecronista sportivo Mike Hill, dall'ex artista marziale misto Michael Bisping, dall'ex conduttore di Top Gear USA Rutledge Wood e dalla giornalista sportiva Lindsay Czarniak.

## Edizioni
| Edizione | Emittente | Pubblicazione  | Puntate | Vincitore  | Conduttori | Conduttori      | Conduttori    | Conduttori       |
| -------- | --------- | -------------- | ------- | ---------- | ---------- | --------------- | ------------- | ---------------- |
| 1ª       | Netflix   | 21 agosto 2019 | 10      | Diego Higa | Mike Hill  | Michael Bisping | Rutledge Wood | Lindsay Czarniak |